# Eugène-François-Charles Achard de Bonvouloir
Eugène-François-Charles Achard, comte de Bonvouloir (7 décembre 1776, Passais - 2 mai 1866, château de Vaulaville), est un militaire et homme politique français.

## Biographie
Fils du comte Luc René Charles Achard de Bonvouloir, il devient élève à l'École de marine, suivit son père dans l'émigration, combattit à l'Armée des princes, puis entra dans la marine russe où il servit jusqu'en 1801.
De retour en France, il s'abstient, sous l'Empire, de toute participation aux affaires.
Nommé plusieurs fois sous la Restauration président du collège électoral de Bayeux.
Le 17 avril 1823, il est élu député du Calvados. Aux élections du 25 février 1824, il se représente, mais échoue.
Jusqu'en 1830, époque à laquelle il se retire de la vie publique, Achard de Bonvouloir fait partie à plusieurs reprises du conseil général du Calvados, qu'il le préside, de 1824 à 1830.

## Distinctions
- Chevalier de l'ordre royal et militaire de Saint-Louis

## Sources
- « Eugène-François-Charles Achard de Bonvouloir », dans Adolphe Robert et Gaston Cougny, Dictionnaire des parlementaires français, Edgar Bourloton, 1889-1891 [détail de l’édition]